# وادي الكرك

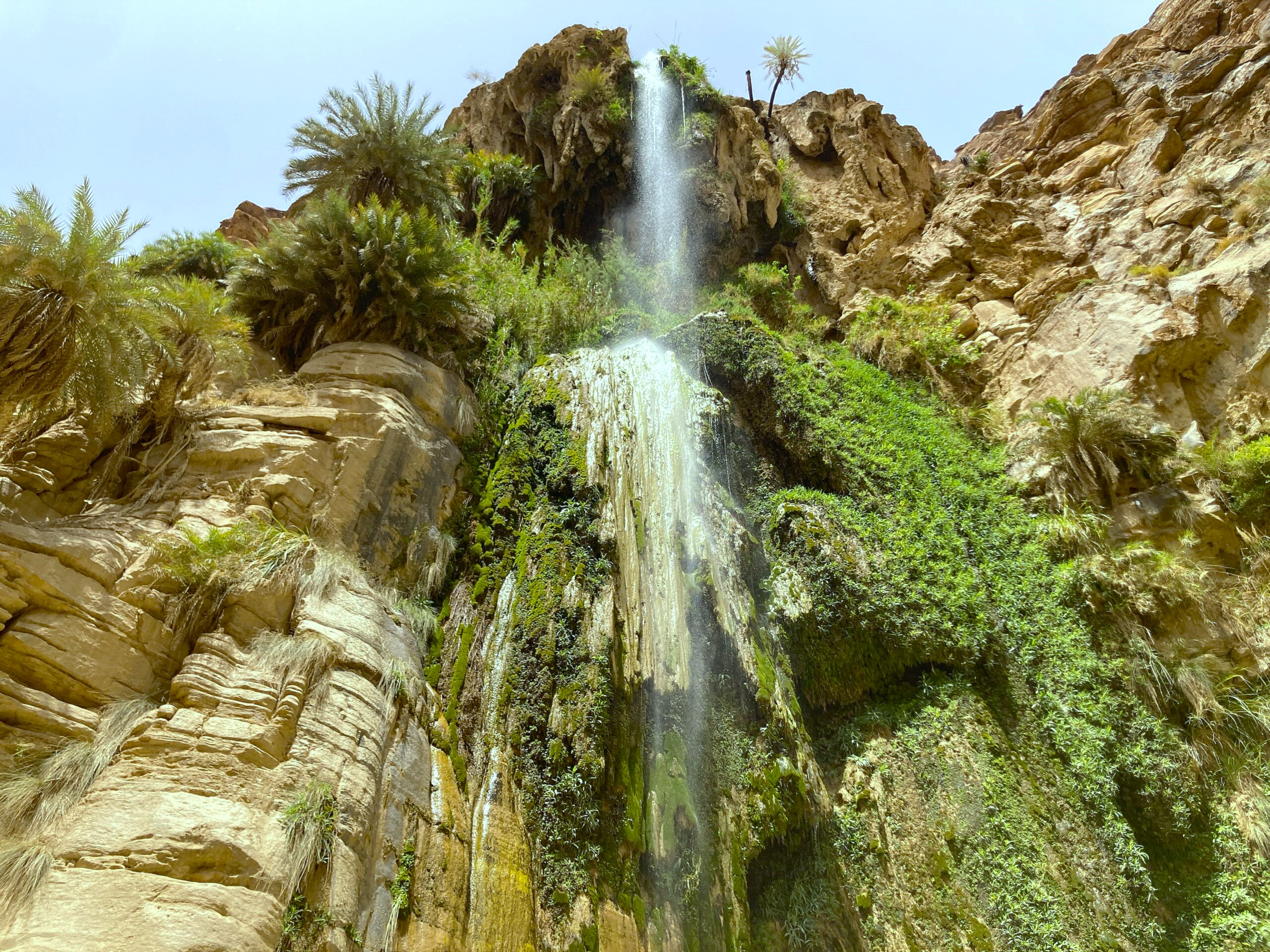
يحتاج الانسان الى الذهاب هناك للعيش في مغامرة جميلة

وادي الكرك يعد أحد أهم المعالم السياحية والأثرية في محافظة الكرك ومكان مناسب لعشاق هواية الإنزال الجبلي. ويعتبر من احدى عجائب الأردن الطبيعية, حيث نمضي يوما بالقيام بنشاطات مختلفة, منها المشي في مجموعة من التضاريس و المنحدرات المختلفة الى الجبال الشاهقة ومجاري المياه والقمم الصخرية والزهور البرية والجبال المغطاة بالأشجار. المسافة الإجمالية للمشي لمسافات طويلة 12 كيلومتر، وستشهد على طول المشي العديد من الجداول والشلالات الطبيعية. سنقوم بالقفز / الهبوط على 5 شلالات بارتفاع 8-25 م.

## الموقع
يمتد من من أسفل الواجهة الغربية لقلعة الكرك إلى بدايات غور البليدة بالقرب من البحر الميت غربًا؛ واحة سياحية طبيعية خلابة تبهر الزائر وتشكل أحد المعالم السياحية الطبيعية بالمحافظة.

## المميزات
- إطلالة خلابة
- انزال جبلي
- موقع جبلي
- وجود نبع ماء عين سارة العذب المتدفق من سفح الغربي لمدينة الكرك والخضرة الخلابة اللافتة